# Pneumoviridae
Pneumoviridae è una famiglia di virus pleomorfi, appartenenti all'ordine Mononegavirales, in possesso di un genoma ad RNA a singolo filamento negativo avvolto da una membrana lipoproteica. Fino al 2016 era una sottofamiglia di Paramyxoviridae, col nome di Pneumovirinae.

## Proprietà
Tutti i membri della famiglia Pneumoviridae possiedono alcune caratteristiche comuni ai membri della famiglia Paramyxoviridae. Si tratta di virus ad RNA a singolo filamento di 13-15 000 pb (15 000 pb gli Pneumovirus, 13 000 pb i Metapneumovirus), avvolti da una membrana lipoproteica. Differiscono dagli altri membri della famiglia Paramyxoviridae per il maggior numero di mRNA codificati dal genoma virale, da differenze nelle proteine strutturali  e dal fatto che gli pneumoviridi non rispettano la «regola dei sei» per la quale la lunghezza totale del genoma deve essere di un multiplo di sei nucleotidi per consentire una replicazione efficiente.
I virioni, sebbene pleomorfi, sono di forma sferica (diametro: 150-200 nm), tranne quelli del virus della polmonite del topo che sono di forma filamentosa e lunghi fino a 400 nm. Le particelle virali possiedono un rivestimento lipidico, derivato dalla membrana cellulare della cellula ospite, sensibile all'etere, in cui sono inserite le glicoproteine virali F (di fusione), G (di adsorbimento) ed SH (small hydrophobic); le proteine F e G interagiscono con lo strato di proteine della matrice virale sulla superficie interna della membrana virale.
Il nucleocapside a simmetria elicoidale degli pneumoviridi ha uno spessore di circa 13-14 nm: sono quindi significativamente più piccoli dei Paramyxoviridae, spessi circa 18 nm. L'RNA virale, essendo negativo, deve essere tradotto prima in filamenti complementari di RNA positivo, che viene tradotto direttamente in proteine dai sistemi di sintesi proteica della cellula ospite. è associato alla nucleoproteina virali N, alla nucleoproteina di maggiori dimensioni L e alla fosfoproteina P (quest'ultima priva delle componenti C e V dei Paramyxoviridae.

## Tassonomia
Appartengono alla famiglia Pneumoviridae i generi:
- Orthopneumovirus, a cui appartengono le specie:
  - Bovine orthopneumovirus (virus respiratorio sinciziale bovino)
  - Human orthopneumovirus (virus respiratorio sinciziale umano)
  - Murine orthopneumovirus (virus della polmonite del topo)
- Metapneumovirus, a cui appartengono le specie:
  - Avian metapneumovirus (metapneumovirus aviario)
  - Human metapneumovirus (metapneumovirus umano)

La distinzione fra i due  generi si fonda sulle differenze nella costituzione genica. I Metapneumovirus mancano delle proteine strutturali NS1 ed NS2, presenti negli Orthopneumovirus. Inoltre, l'ordine dei geni è differente:
- in Orthopneumovirus:

3'-NS1-NS2-N-P-M-SH-G-F-M2-L-5'
- in Metapneumovirus:

3'-N-P-M-F-M2-SH-G-L-5'